# Taoia indica
Taoia indica är en insektsart som först beskrevs av Ghosh, A.K. och D.N. Raychaudhuri 1972.  Taoia indica ingår i släktet Taoia och familjen långrörsbladlöss. Inga underarter finns listade i Catalogue of Life.